# Bătălia de la Nicopole
Bătălia de la Nicopole (în limbile bulgară: Битка при Никопол, Bitka pri Nikopol; turcă: Niğbolu Savașı, maghiară: Nikápolyi Csata) a avut loc pe 25 septembrie 1396, între o armată aliată franco – româno – maghiară și Imperiul Otoman, lângă fortăreața dunăreană Nicopole (Nikopol, Bulgaria). De multe ori, această bătălie mai este numită și cruciada de la Nicopole, deoarece are numeroase caracteristici ale „cruciadelor” Evului Mediu. Unele surse consideră că bătălia a fost purtată pe 28 septembrie.

## Contextul istoric
În cursul secolului al XIV-lea au avut loc mai multe cruciade minore inițiate de diferiți regi sau aristocrați. Astfel, avusese loc o cruciadă împotriva Tunisiei în 1390 și în epocă era în continuă desfășurare cruciada nordică de-a lungul coastei baltice. După victoria din bătălia de la Kosovo din 1389, otomanii cuceriseră cea mai mare parte a Balcanilor, reducând teritoriul Imperiului Bizantin la regiunea din imediata vecinătate a orașului Constantinopol, care avea să fie cucerit în cele din urmă în 1453. 
În 1393 țarul bulgar Ivan Șișman pierduse cetatea Nicopole – capitala sa temporară – în mâinile otomanilor, iar fratele lui, Ivan Stratismir, mai stăpânea încă Vidinul, dar statutul său politic era acela de vasal al turcilor. Frontiera dintre islam și creștinism se mutase încet spre nord spre Ungaria și Țara Românească. Regatul Ungariei era acum direct amenințat de expansionismul turcilor otomani. În plus, Republica Venețiană își simțea amenințată influența în Marea Adriatică. 
În 1394 papa Bonifaciu al IX-lea a proclamat organizarea unei noi cruciade împotriva turcilor, deși în acel moment schisma occidentală împărțise papalitatea în două între scaunele papale de la Avignon respectiv Roma, iar chestiunea primatului papal devenise un subiect de dispută. În acele timpuri, Anglia și Franța se aflau într-o perioadă de acalmie a Războiului de 100 de ani, iar Richard al II-lea al Angliei și Charles al VI-lea al Franței și-au manifestat disponibilitatea pentru finanțarea în comun a unei noi cruciade. Francezii au purtat negocieri încă din 1393 cu împăratul Sigismund de Luxemburg, care era de asemenea regele Ungariei, pentru declanșarea unei cruciade comune.

## Pregătirile de luptă
Planul cerea ca John de Gaunt, Louis de Orleans și Filip de Burgundia să plece încă din 1395, iar ca regii Charles și Richard să-i urmeze un an mai târziu. La începutul anului 1396 acest plan a fost abandonat. În schimb Ioan de Burgundia, conte de Nevers, a organizat și condus o forță de aproximativ 10.000 de burgunzi, în special cavaleriști, și 1.000 de englezi. Lor li s-au mai adăugat cam 6000 de oameni din Palatinat, Bavaria și Nürnberg. Sigismund comanda o forță mult mai mare de aproximativ 60 000 de oameni. Burgunzii au plecat din Montbéliard în aprilie 1396 și au ajuns la Viena în cursul lunilor mai și iunie, iar la Buda în iulie. 
Deși era ortodox, domnul Țării Românești Mircea cel Bătrân, s-a alăturat de asemenea cu un corp de oaste la expediția cruciată. La fel ca și în cazul Ungariei, Țara Românească se afla în acel moment la granița dintre creștinism și islamism. Mircea cel Bătrân și soldații săi erau familiarizați deja cu stratagemele otomanilor, muntenii reușind să-l înfrângă pe sultanul Baiazid I în bătăliile de pe râul Argeș, de la Rovine și în cele pentru controlul Țării Cărvunei (1395). 
Johann Schiltberger, un cruciat bavarez luat prizonier de turci la Nicopole, a descris în memoriile sale bătălia. El amintește de neînțelegerile ivite între conducătorii cruciaților cu privire la tactica de urmat: cea occidentală a cruciaților, cu grosul trupelor format din soldați ai cavaleriei grele, și cea a lui Mircea, care îi ceruse lui Sigismund ca mai înainte de bătălie să i se permită să execute o misiune de recunoaștere pentru evaluarea pozițiilor otomane și pentru alegerea tacticii potrivite. Sigismund a fost de acord cu domnul valah, iar după ce cavaleria ușoară munteană și-a îndeplinit misiunea, Mircea cel Bătrân cerut să i se dea comanda asupra întregii aripi drepte cruciate, care să execute atacul din deschiderea bătăliei. Sigismund a fost imediat de acord, dar propunerea lui Mircea a fost respinsă vehement de Ioan cel Neînfricat (conte de Nevers și fiu al ducelui de Burgundia) și de alți cavaleri occidentali, care nu au fost de acord cu vreo schimbare a tacticilor tradiționale vestice. În plus, se pare că Ioan de Nevers dorea să i se acorde onoarea primului atac, dat fiind faptul că venise de la o mare depărtare și în plus cheltuise mulți bani pentru această expediție. 
Ioan cel Neînfricat a preluat comanda forțelor reunite, cam 100 000 de luptători, și a pornit în marș spre Nicopole. Regiunea străbătută de armata cruciată a fost prădată, iar orașul Rahova a fost luat cu asalt și jefuit, iar locuitorii săi uciși sau luați prizonieri.

## Asediul Nicopolelui
Nicopole era un oraș bine fortificat și bine aprovizionat, iar cruciații nu aduseseră cu ei mașini de asediu pentru a cuceri cetatea. Cruciații au rămas în zonă, așteptând forțele otomane trimise pentru despresurarea Nicopolelui. Sultanul Baiazid I era ocupat de asedierea Constantinopolului, dar și-a mobilizat armatele și a mărșăluit spre Nicopole. Aliatul otomanilor, despotul Stefan Lazarević al Serbiei, s-a alăturat pe drum suzeranului său și, pe 24 septembrie, cei aproximativ 104 000 de soldați ai sultanului au ajuns în fața Nicopolelui. Este foarte probabil ca efectivele celor două armate să fi fost mai mici, dar în mod sigur erau aproximativ egale. Baiazid I avea avantajul de a primi informații despre mișcările trupelor cruciate de la Gian Galeazzo Visconti.

## Bătălia

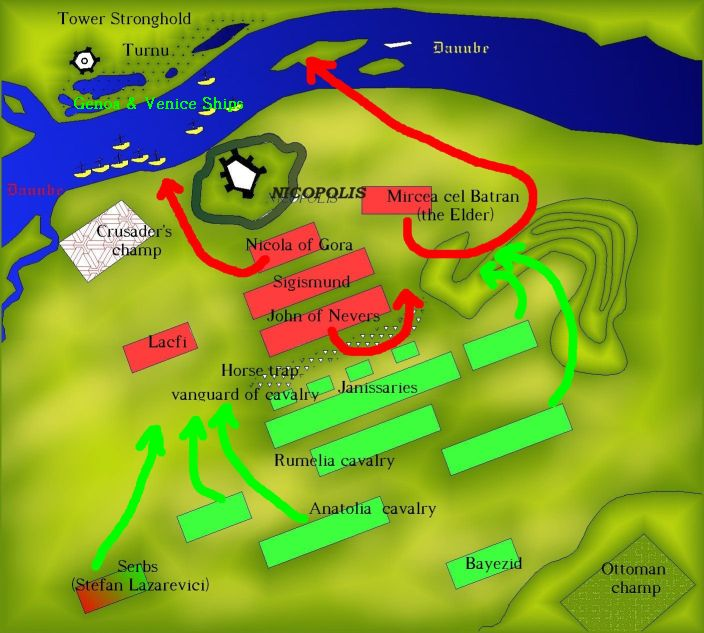
Harta Bătăliei

În ziua de 25 septembrie ambele armate s-au pregătit pentru bătălie. Înainte de bătălie prizonierii luați de cruciați la Rahova au fost executați de francezi dintr-un motiv necunoscut. Francezii și englezii formau avangarda, iar Sigismund și-a împărțit trupele în trei: el comanda centrul, transilvănenii formau aripa dreaptă, iar muntenii conduși de Mircea cel Bătrân formau aripa stângă. Baiazid și-a dispus liniile cu avangarda cavaleriei protejată de o zonă de țepușe, urmată de unitățile principale de arcași și de ieniceri, iar corpul principal de oaste otoman și sârbii se ascundeau în spatele dealurilor, la ceva distanță de prima linie. 
Cavaleriștii francezi îmbrăcați în armuri grele au atacat spre primele linii otomane, dar au fost nevoiți să descalece în fața liniei de țepușe. Aici au început să smulgă țepușele din pământ, în acest timp aflându-se sub tirul arcașilor turci. După ce au fost îndepărtate țepușele, cavalerii descălecați au trebuit să facă față atacului infanteriei de elită otomană – ienicerii. Francezii, superiori la capitolul armuri, au respins atacul infanteriei turce, căreia i-au provocat pierderi de aproximativ 10 000 de oameni. Francezii au atacat și cavaleria turcă și au avut din nou succes, ucigând cam 5000 de turci. Deși nu erau călare, cavalerii francezi au pornit urmărirea otomanilor care fugeau pe deal. În momentul în care au ajuns pe vârful dealului, francezii obosiți au descoperit grosul armatelor otomane, care așteptau să contraatace. În faza următoare a luptei, francezii au fost înfrânți clar. Amiralul Franței Jean de Vienne a fost ucis, în ciuda vitejiei de care a dat dovadă în timpul în care a apărat stindardul de luptă al francezilor. Jean de Nevers, Enguerrand al VII-lea de Coucy și mareșalul Jean Le Maingre, au fost luați prizonieri. 

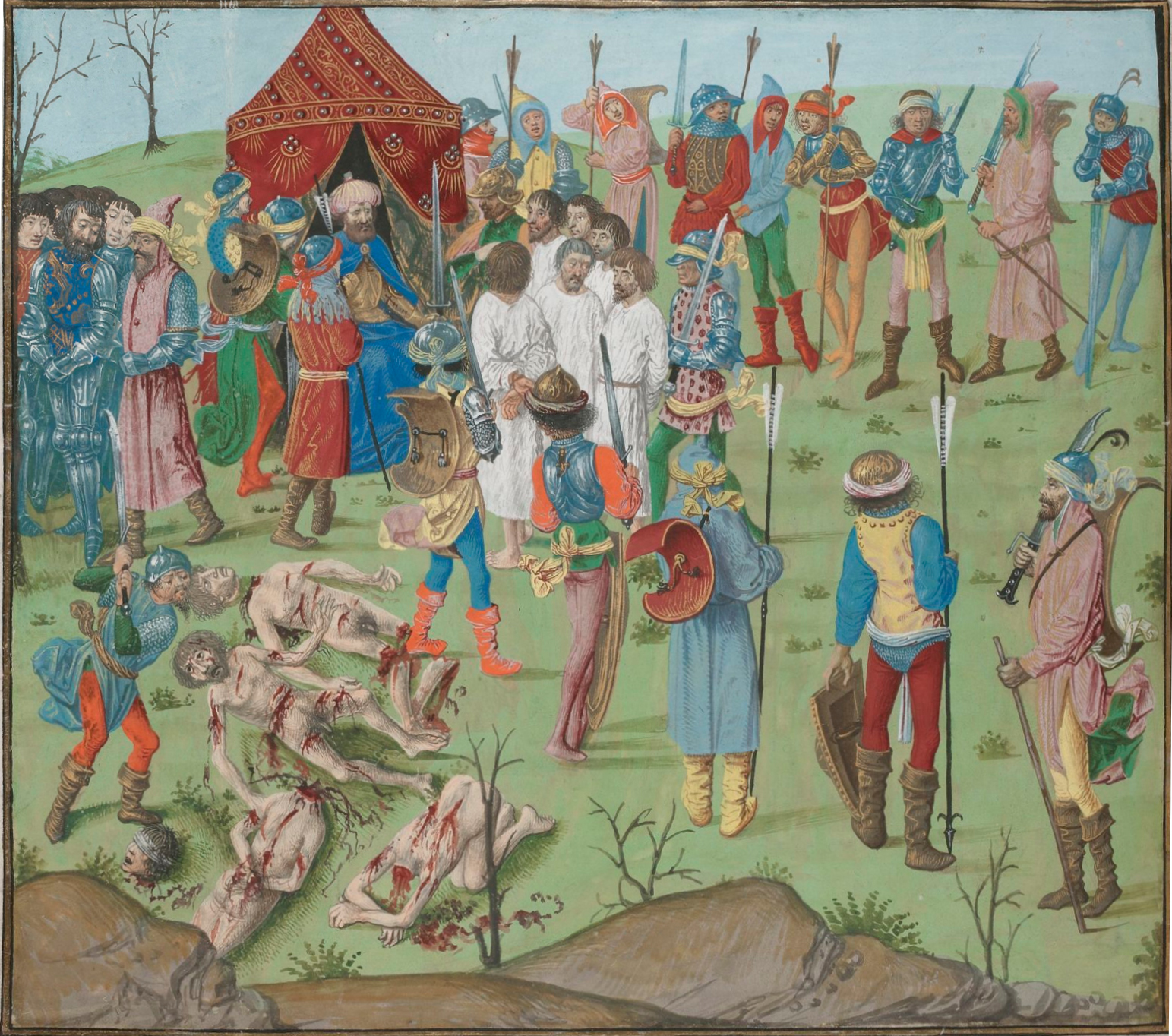
Executarea prizonierilor cruciați ca răzbunare pentru uciderea prizonierilor turci de la Rahova

Între timp, caii fără călăreți s-au reîntors în tabăra cruciată. Sigismund a atacat ca să-i sprijine pe cavalerii francezi și a dat piept cu forțele principale ale lui Baiazid pe creasta dealului. Rezultatul luptei a fost indecis până în momentul în care au sosit trupele sârbești. Sigismund a fost convins de apropiații săi să se retragă. Armata lui Hermann al II-lea de Cilli⁠(en)[traduceți] i-a ajutat pe Sigismund și pe cei din preajma sa să ajungă pe o corabie venețiană.
Sigismund a spus despre francezi: „Dacă m-ar fi ascultat! Aveam destui oameni să luptăm cu dușmanii noștri.” În aceeași după-amiază târziu, Stefan Lazarević a condus atacul aripii stângi otomane și a încercuit trupele lui Sigismund rămase fără apărare. Târziu, în aceeași seară, s-a ajuns la o înțelegere și armata lui Sigismund s-a predat.

## Urmări
Pe 26 septembrie 1396 Baiazid a ordonat ca 3.000 de prizonieri șă fie uciși drept represalii pentru uciderea prizonierilor turci din Rahova de către cruciații francezi. În plus, sultanul a fost foarte furios pentru că pierduse cam 35 000 de oameni, în special în primele faze ale bătăliei. Cruciații care au reușit să scape s-au reîntors acasă, mulți dintre ei sărăcind pe drum. Sigismund a reușit să scape cu un număr de colaboratori apropiați fugind cu o corabie pe Dunăre, Marea Neagră, Marea Egee și Marea Mediterană. Sigismund i-a suspectat pe munteni de trădare. Regele Carol al VI-lea al Franței a fost informat în ziua de Crăciun de înfrângerea suferită de cruciați. 
Cavalerii din Europa Occidentală și-au pierdut în scurtă vreme interesul pentru cruciade. Luptele aveau să mai continue în Spania și în Marea Mediterană, împotriva păgânilor din Europa de Nord, dar Occidentul nu a mai lansat alte expediții militare de amploare după această înfrângere. Anglia și Franța au reluat după puțină vreme luptele lor. Țara Românească a continuat lupta antiotomană, reușind să oprească expediția turcilor de anul următor, ca și pe cea din 1400. Înfrângerea sultanului Baiazid de către Timur Lenk (Tamerlan) în bătălia de la Ankara în vara anului 1402 a deschis o perioadă de anarhie în timpul căreia Mircea cel Bătrân a preluat inițiativa și a organizat împreună cu ungurii o campanie antiotomană. 
O dată cu restabilirea conducerii centralizate în Imperiul Otoman, ofensiva lor în Europa a fost reluată. Ungurii și polonezii au fost înfrânți în 1444 la Varna, iar în 1453 otomanii au cucerit Constantinopolul, iar în 1460 întreaga Moree, punând astfel capăt rezistenței grecilor în Balcani. În fața șirului de victorii otomane, occidentul nu a mai opus o altă mișcare de amploarea cruciadelor până în timpul Renașterii.